# Jacob Cornelisz. van Oostsanen

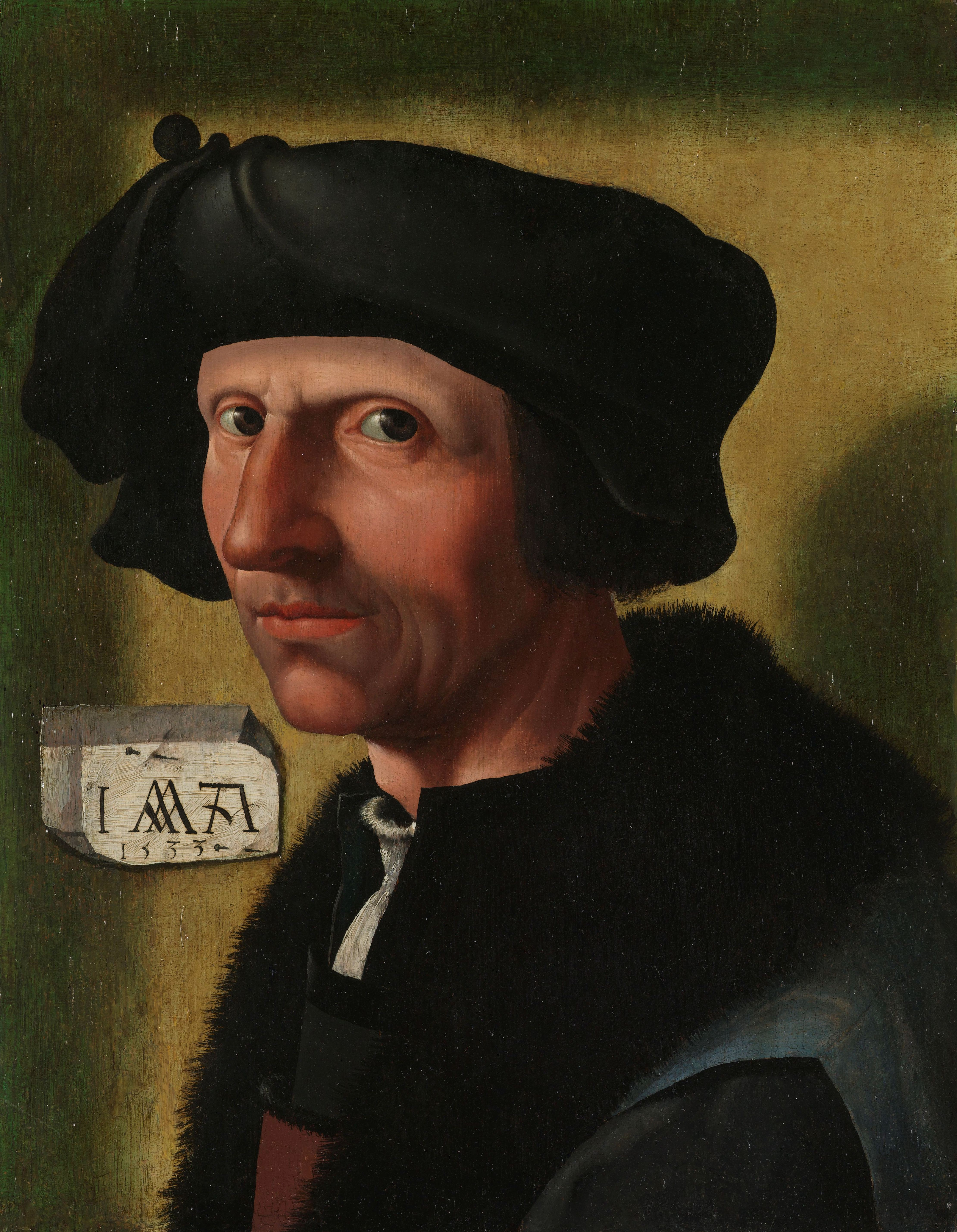
Jacob Cornelisz. van Oostsanen, Selbstporträt, 1533, Rijksmuseum Amsterdam

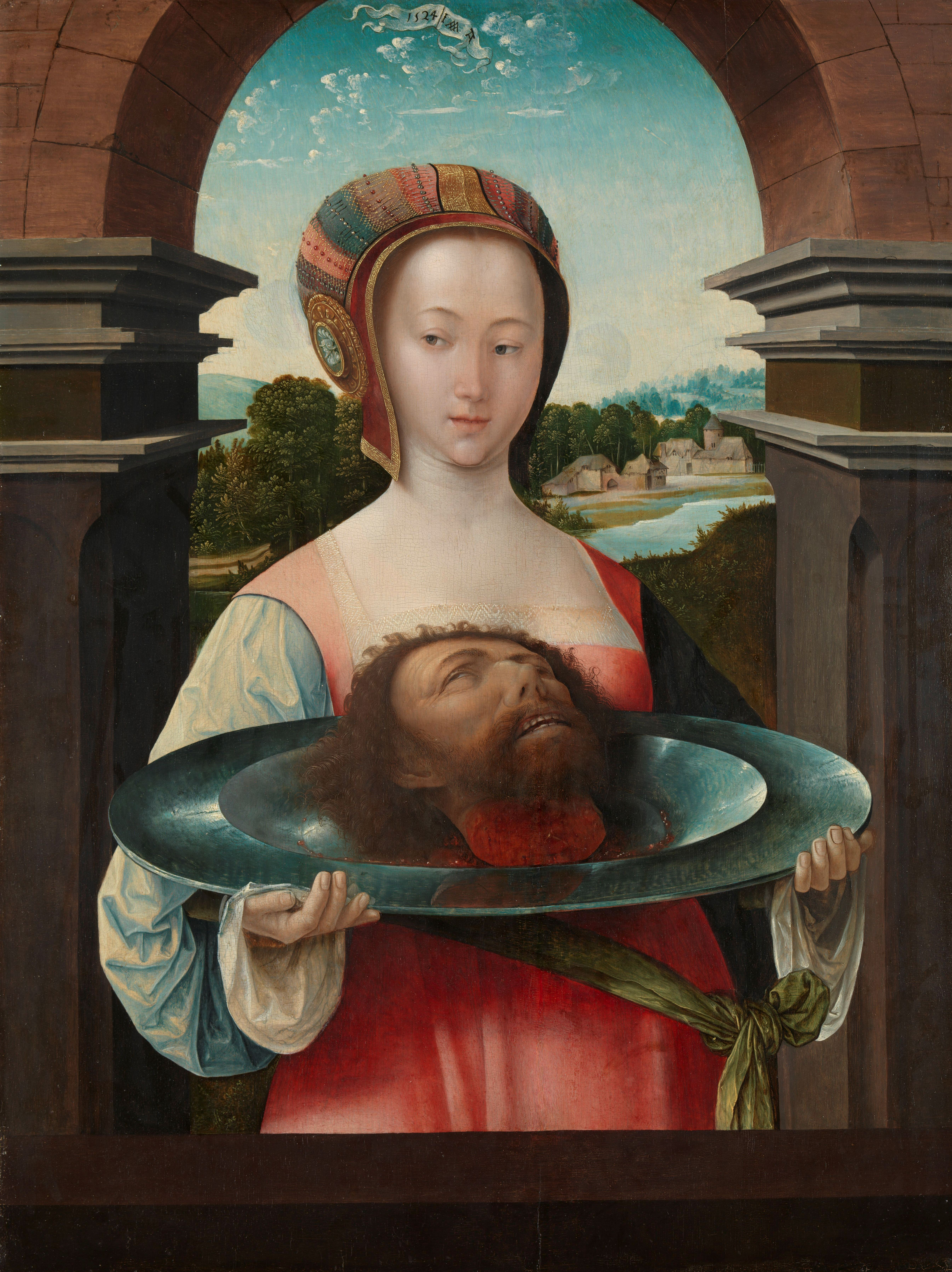
Jacob Cornelisz. van Oostsanen: Salome, 1524

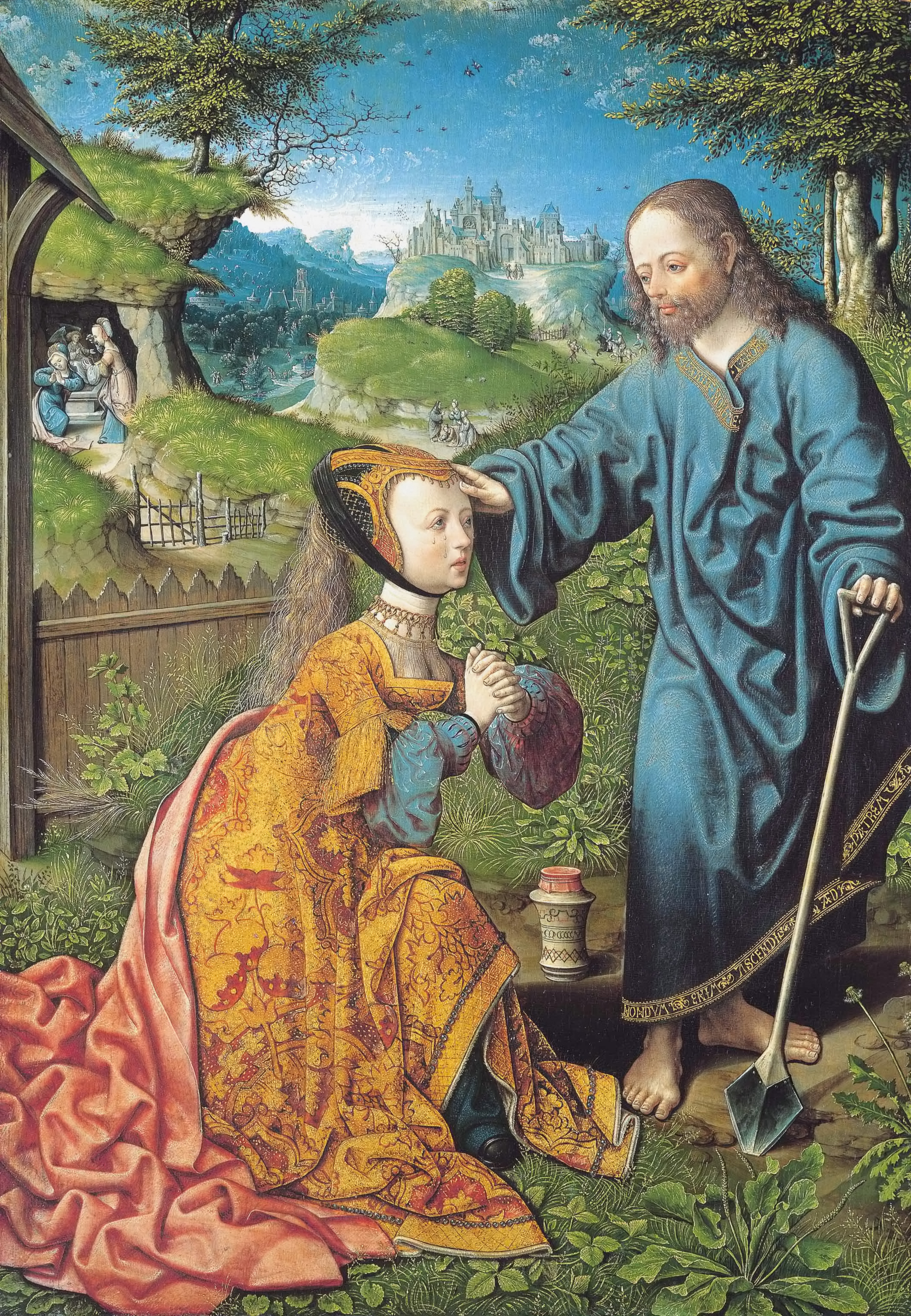
Jacob Cornelisz. van Oostsanen, Noli me tangere (Christus als Gärtner), 1507

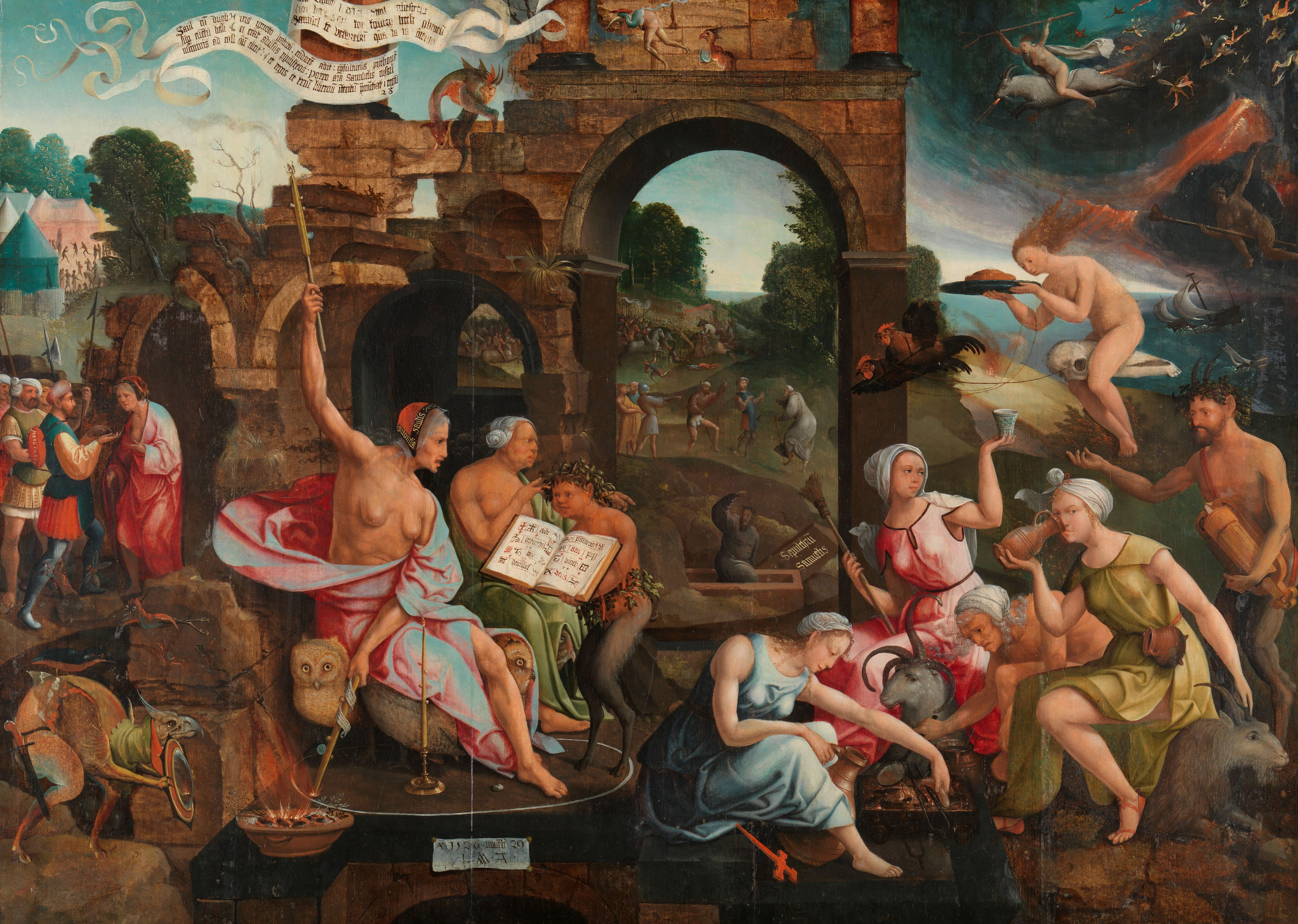
Jacob Cornelisz. van Oostsanen, Saul und die Frau (Hexe) von Endor, 1526

Jacob Cornelisz. van Oostsanen, auch Jacob Cornelisz. van Amsterdam, (* vor 1470 vermutlich in Oostsanen; † 1533 vermutlich in Amsterdam) war ein niederländischer Maler und Holzschnittmeister zum Ende der Spätgotik. Er kann als einer der letzten Vertreter traditioneller Malweise vor der Übernahme neuer Stilelemente der Renaissance in die Malerei des Nordens der Niederlande gelten. Cornelisz. ist die Kurzform für Corneliszoon, was übersetzt Sohn des Cornelis bedeutet. Die dann angefügten geographischen Herkunftsdaten sind ein späteres Epithet.

## Leben
Vom Leben des Jacob Cornelisz. ist wenig bekannt, er wird jedoch in einem Buch von 1604 mit Biographien bekannter Maler aufgeführt. Vermutlich stammte er aus der kleinen Gemeinde Oostzaan im Norden der Niederlande zwischen Amsterdam und Zaandam. 1505 ist sein Name im Verzeichnis der Lukasgilde von Amsterdam zu finden. Sein Schaffen umfasst Holzschnitte, wie eine bekannte Illustration einer Passion Christi und Gemälde in Öl. Die genannte Biographie deutet an, dass Jacob Cornelisz. zu Lebzeiten einen hohen Ruf in Amsterdam und der weiteren Umgebung genossen hat. Cornelisz. erhielt Kommissionen zur Darsteller religiöser Szenen, aber auch weltliche Aufträge etwa zu Porträts, was einen Wandel der Stellung des Künstlers weg von der Abhängigkeit von rein kirchlichen Auftraggebern am Ausgang des Spätmittelalters andeuten kann. Seiner Biographie ist zu entnehmen, dass viele der religiösen Werke Cornelisz’ im Verlauf der Reformationsunruhen verloren gingen.
Der Maler Dirck Jacobsz. war sein zweiter Sohn; ein Enkel war der Maler Cornelis Anthonisz.

## Werke (Auswahl)

### Gemälde
- Noli me tangere (Christus erscheint Maria Magdalena als Gärtner), 1507. Museum Schloss Wilhelmshöhe, Gemäldegalerie Alte Meister, Kassel
- Kreuzigung, 1507. Privatbesitz
- Kreuzigung, 1507–1510 (Öl auf Holz, 105 × 88,4 cm; Rijksmuseum Amsterdam)
- Die Mystische Ehe der Heiligen Katharina, 1510–1515. Nationale Galerie der Kunst, Washington
- Hieronymus-Retabel, 1511. Kunsthistorisches Museum, Wien
- Das jüngste Gericht, 1518. Neunteilige Gewölbemalerei auf Holz über dem Chorschluss der Grote Kerk in Alkmaar
- Triptychon von Joris Sampson, 1518 (Öl auf Holz, 118,5 × 167 cm; Uden, Museum Krona)
- Salome, 1524. Rijksmuseum, Amsterdam
- Die Versuchungen Christi in der Wüste, um 1525. Aachen, Suermondt-Ludwig-Museum, Inv. Nr. GK 103
- Saul und die Frau (Hexe) von Endor, 1526. Rijksmuseum, Amsterdam
- Selbstportrait, 1533. Historisches Museum, Amsterdam (Leihgabe des Amsterdamer Rijksmuseum)
- Geburt Christi (Rückseite: Die hll. Laurentius und Katharina), Kunstmuseum Basel (Bachofen-Burckhardt-Stiftung)

### Holzschnitte
- Besonders hervorzuheben sind seine zwei Serien zur "Passion Christi": Die "Große runde Passion" von 1511–1514, welche in vier Auflagen erschien, die letzte 1651 in Brüssel bei Johannes Mommaert und die "Kleine Passion" von 1520. Die Einzelblätter sind nicht auffällig groß aber zu einem Tableau zusammengefügt, bildet die "Kleine Passion" einen über drei Meter langen Fries und die "Große runde Passion" eine 80 cm mal 180 cm große Bilderwand.[4][5]

## Stilistische Einflüsse
Cornelisz. knüpft noch an die Altniederländische Malerei an. Er wird von einigen Kunsthistorikern als der letzte größere niederländische Maler gesehen, der noch nicht den neuen Stil der italienischen Renaissancemalerei übernahm. Er war wohl ein Nachfolger oder vielleicht sogar Schüler des Geertgen tot Sint Jans aus Haarlem, arbeitete selbst aber dann wohl in Amsterdam. In Art und Weise der Komposition der Bilder scheint ein Einfluss des Lucas van Leyden sichtbar, auch eine Verbindung zum noch nicht identifizierten Meister der Figdorschen Kreuzabnahme wird gelegentlich vermutet. Bei seinen Holzschnitten und deren altertümlichen, traditionellen Erzählweise besteht bis heute die Auffassung, dass Cornelisz. mit dem Werk Albrecht Dürers vertraut war.